# Dollar for Dollar
Dollar for Dollar er en amerikansk stumfilm fra 1920 af Frank Keenan.

## Medvirkende
- Frank Keenan som Marcus Gard
- Kathleen Kirkham
- Katharine Van Buren som Dorothy Marteen
- Harry von Meter som Victor Mordant
- Jay Belasco som Teddy Mordant
- Gertrude Claire
- Larry Steers som Lewis Denning
- Harry Kendall som Thomas Brencherly